# Georgetown (2019)
Georgetown is een Amerikaanse misdaadfilm uit 2019, geregisseerd door Christoph Waltz die daarmee zijn regiedebuut maakte. De film is gebaseerd op het artikel "The Worst Marriage in Georgetown" van Franklin Foer in The New York Times Magazine.

## Verhaal
De bedrieger Ulrich Mott had altijd graag rijk en gerespecteerd willen zijn. Nu gaat hij in Washington D.C. trouwen met de rijke weduwe Elsa Breht. Via haar klimt hij naar de high society en maakt hij kennis met machtige politici. Als ze binnen afzienbare tijd op natuurlijke wijze sterft, hoopt hij eindelijk vrij en rijk te zijn en dan eindelijk alle high society-feesten kunnen hebben die hij heeft gewenst. Ondanks haar hoge leeftijd is Elsa nog steeds buitengewoon opgewekt. Als de 91-jarige dood wordt aangetroffen, wordt Ulrich meteen verdacht. Niet alleen de politie zit achter hem aan, ook Elsa's dochter Amanda die hoogleraar rechten is, start het onderzoek.

## Rolverdeling
| Acteur           | Personage        |
| ---------------- | ---------------- |
| Christoph Waltz  | Ulrich Mott      |
| Vanessa Redgrave | Elsa Breht       |
| Annette Bening   | Amanda Breht     |
| Corey Hawkins    | Daniel Volker    |
| Dan Lett         | Robert Pearson   |
| Ron Lea          | Rechercheur Reid |
| Sergio Di Zio    | Gordon Nichols   |

## Release
De film ging in première op 27 april 2019 op het Tribeca Film Festival in New York. Georgetown werd in de Verenigde Staten uitgebracht in een beperkte release op 14 mei 2021, voorafgaand aan video on demand op 18 mei 2021 door Vertical Entertainment en Paramount Pictures.

## Ontvangst
Op Rotten Tomatoes heeft Georgetown een waarde van 56% en een gemiddelde score van 6,30/10, gebaseerd op 25 recensies. Op Metacritic heeft de film een gemiddelde score van 49/100, gebaseerd op 8 recensies.